# پتانسیل لینارد–ویشرت
پتانسیل‌های لیِنار-ویشرت اثر الکترومغناطیسی کلاسیک یکبار الکتریکی نقطه‌ای در حال حرکت بر حسب یک پتانسیل برداری و یک پتانسیل نرده‌ای در پیمانه لورنتس است. این پتانسیل‌ها که مستقیماً از معادلات ماکسول ساخته می‌شوند، میدان الکترومغناطیسی کامل، از نظر نسبیتی صحیح و متغیر در زمان را برای یک بار نقطه‌ای در حال حرکت دلخواه توصیف می‌کنند، اما اصلاحات لازم برای آثارمکانیک کوانتومی در آن گنجانده نشده‌است. تابش الکترومغناطیسی را می‌توان به شکل موج از این پتانسیل‌ها به‌دست آورد. این معادلات توسط آلفرد-ماری لیِنار در سال ۱۸۹۸ و به صورت جداگانه توسط امیل ویشرت در سال ۱۹۰۰ به وجود آمدند.